# Польська школа плакату

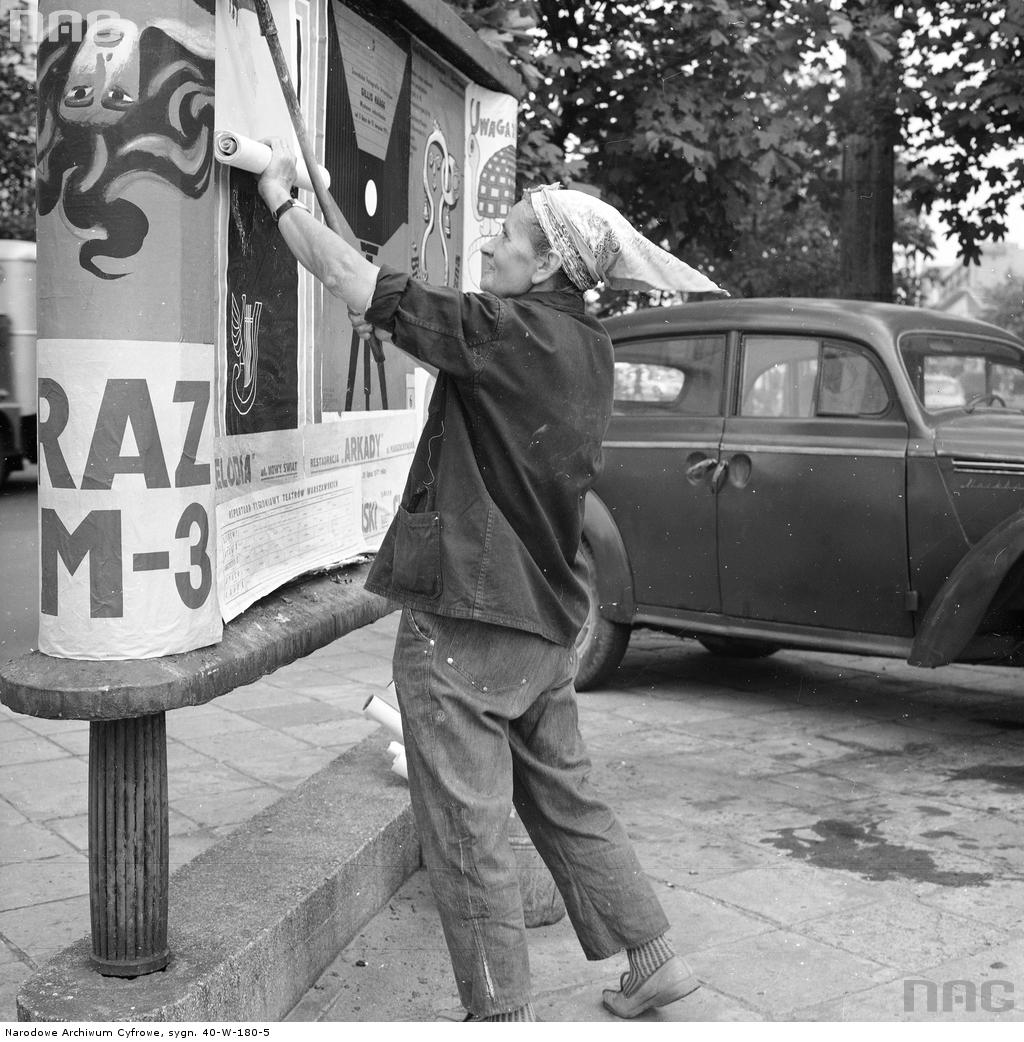
Розклейщиця плакатів у Варшаві 1971 року.

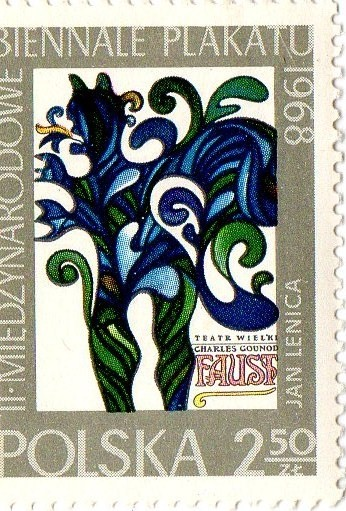
Марка Польської пошти за проектом Яна Лєніци з рекламою II Бієналє Плакату (1968)

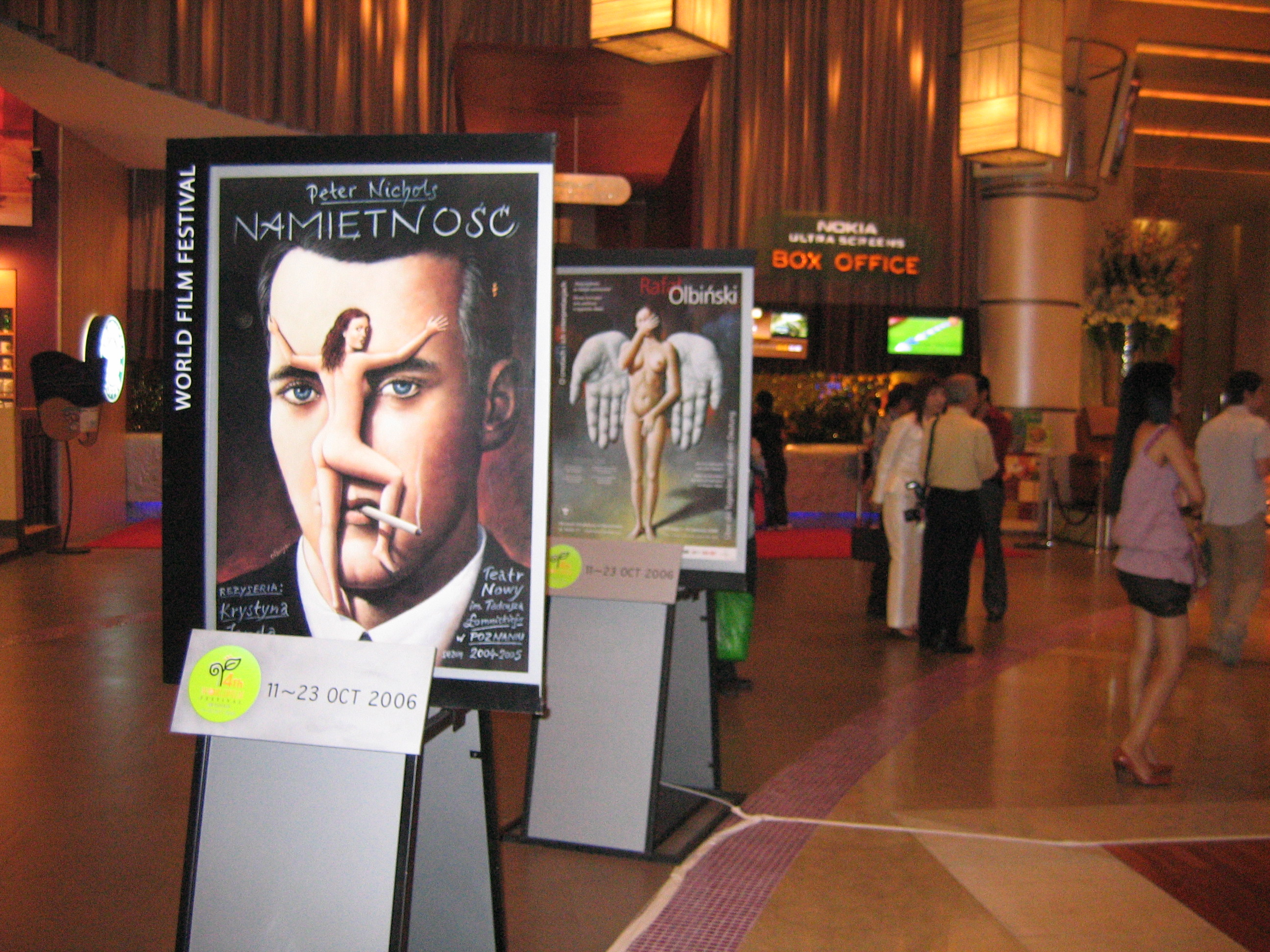
Ретроспективна виставка плакатів Рафала Ольбіньського на Всесвітньому кінофестивалі у Бангкоці (2006).

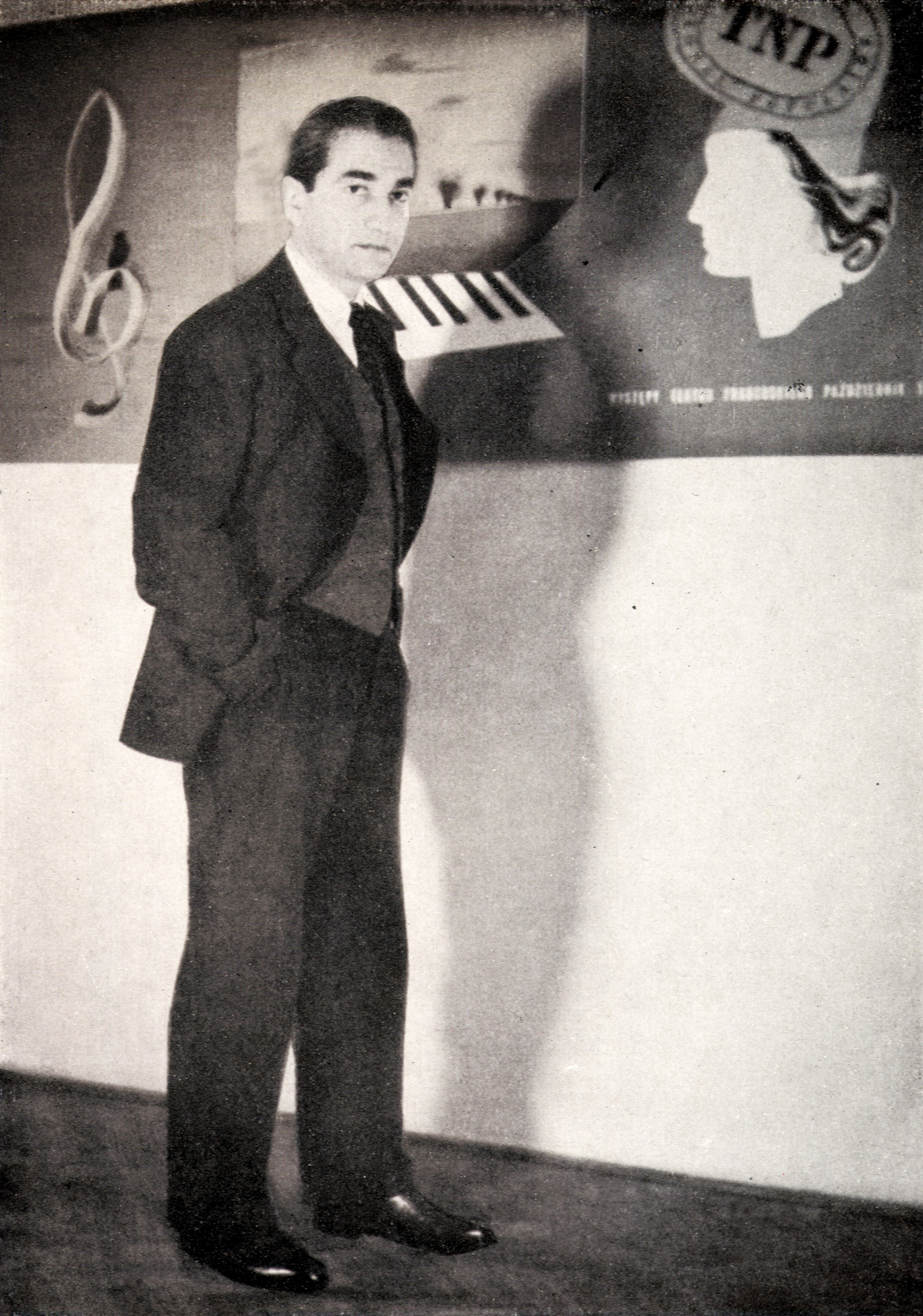
Тадеуш Трепковський на фоні своїх робіт під час виставки 1956 року.

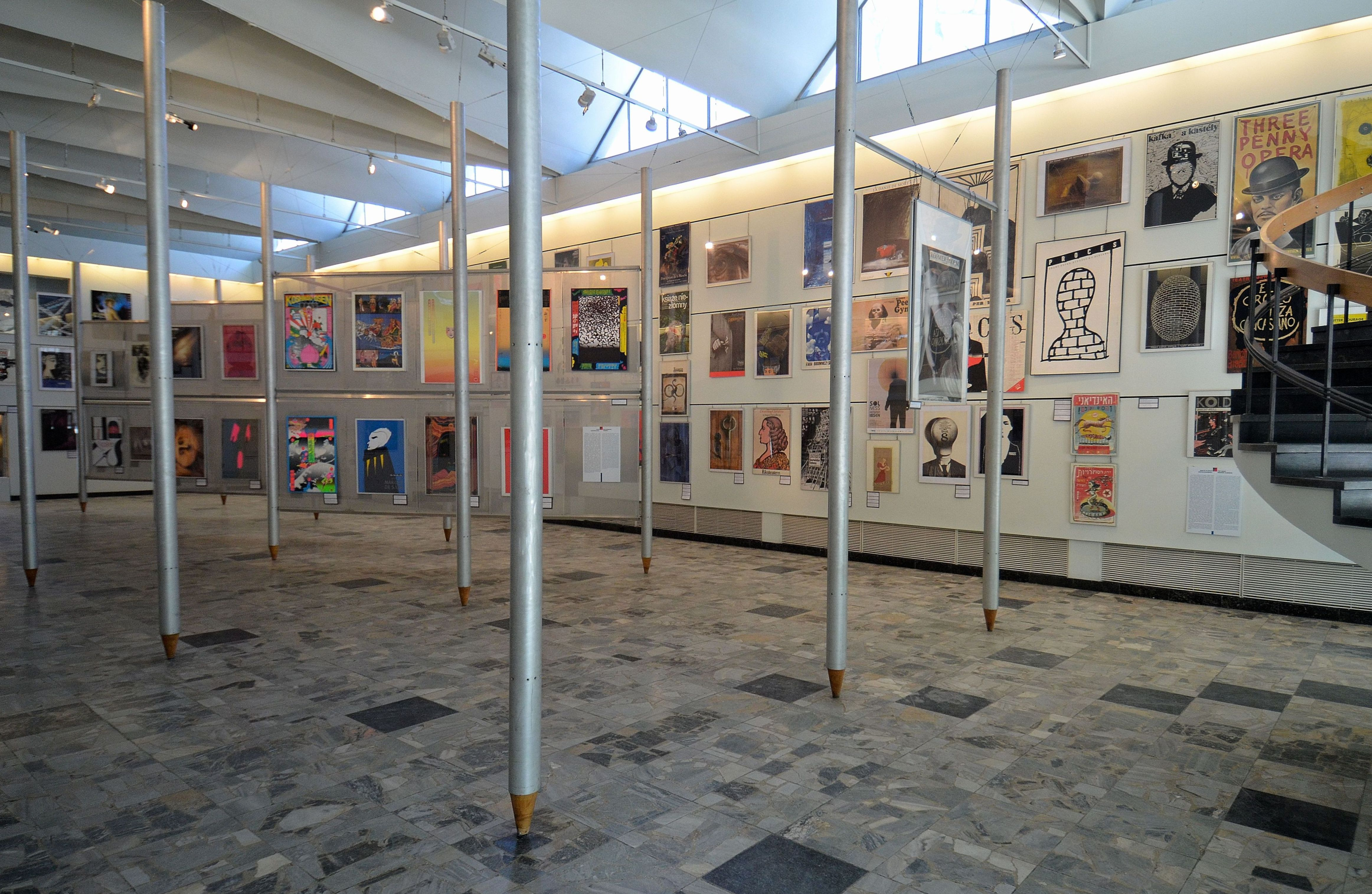
Експозиція польської школи плакату у Музеї плакату у Вілянуві.

Польська школа плакату — Назва групи польських художників-плакатистів, котрі здобули міжнародне визнання. Серед їх творчого доробку були плакати на найрізноманітнішу тематику — політичні, суспільні, культурні (афіші фільмів, спектаклів, виставок, циркових вистав). Вперше це визначення почали вживати у 60-х роках ХХ століття.
Роботи авторства представників польської школи плакату були виконані у широкій стилістичній гамі. Однак їх поєднували лапідарність та певна скупість форм, іронічність, новаторські шрифти. Їх спільний характер окреслювано як стиль «незалежності та гостроти розуму».

## Історія
Зацікавлення польським плакатом зростало від 1948, коли польський графік Генрик Томашевський, один з засновників польської школи плакату, отримав п'ять перших призів на Міжнародній виставі кіноплакату у Відні. Серед інших робіт митця нагороду отримав плакат — афіша до фільму Громадянин Кейн.. Починаючи з 1940-х років, польські плакати широко експонувалися на міжнародних мистецьких виставках.
Течія польської школи плакати динамічно розвивалася у 1953—1959 роках за впливом графіків, що виконували плакати для реклами кінофільмів, а остаточно вона сформувалася у 60-х роках.
У 1966 відбулося I Міжнародне Бієнналє плакату — перший у світі регулярний захід, присвячений мистецтву плаката.. Золоту медаль здобув польський художник Ян Лєніца за плакат до опери Воццек Альбана Берга, виконаний 1964-го року. Цей плакат здобув славу «міжнародної ікони 60-их.». У зв'язку зі значними успіхами польських митців на Заході та зі зростанням зацікавлення польською школою плакату влада комуністичної Польщі дозволила відкрити у Вілянуві перший у світі Музей плакату.
Вважається, що доба найвищого розквіту польської школи плакату припадає на період від початку 1950-х років до середини 1960-х років, коли світ побачили так звана «золота серія» — серія плакатів для Варшавської Опери та Варшавського драматичного театру, а також сповнена гумору та фантазії серія циркових плакатів. У 70-х — 80-х роках популярність польського плакату на Заході продовжувала зростати завдяки культурним та мистецьким виданням. У Німеччині роботи польських плакатистів регулярно публікували спеціалізовані часописи. Натомість у Польщі їхні роботи публікував серед інших щомісячний журнал «Projekt», присвячений прикладному мистецтву.
1989 рік приніс полякам зміни не тільки у суспільно-політичному устрої держави, але й суттєво вплинув на польську школу плакату. Через впровадження ринкової економіки та припинення державного фінансування значно знизилися тиражі плакатів та їхня мистецька цінність, передусім у галузі кіноплакату, де вишукані твори плакатного мистецтва переважно функціонують у вузькій ніші студійних кінотеатрів. Можна вважати, що початок 90-х років мистецький плакат пережив лише завдяки Музею плакату, малій групі відданих колекціонерів та кільком галереям плакату, що існували на той час. На початку ХХІ століття зацікавлення художнім плакатом повертається, нове покоління графіків успішно використовує як багаті традиції польського плакатного мистецтва, так і сучасний досвід.

## Вплив польської школи плакату
Польська школа плакату вплинула на багатьох західних графіків та дизайнерів, котрі визнали її як оригінальний феномен та джерело натхнення для власної творчості. Численні польські митці зробили кар'єру на Заході у галузі прикладної графіки.
Про польську школу плакату у 2015 році згадував американський режисер Мартін Скорсезе у опублікованій в британському часописі The Guardian статті, присвяченій польському кінематографу, зауваживши, що польським авторам плакатів-кіноафіш часто вдавалося вмістити в одному малюнку всю суть фільму.

## Представники
До найвидатніших представників польської школи плакату належать Юзеф Мрощак та Генрик Томашевський, котрі керували кафедрою плакату у Варшавській академії мистецтв. Також серед важливих представників цієї течії варто згадати Тадеуша Трепковського, Ерика Ліпінського, Романа Цєсьлєвича, Яна Лєніцу, Яна Млодоженця, Францішка Старовєйського, Вальдемара Сьвєжого, Валеріана Боровчика, Войцеха Замечніка, Войцеха Фангора, Юліана Палку, Мар'яна Стахурського, Віктора Гурку, Рослава Шайбо, Мачєя Гібнера, Тадеуша Йодловського, Мачєя Урбаньца, Єжи Тройтлера, Лєшка Голдановича, Марека Мосіньського, Вітольда Яновського, Мечислава Василевського та Анджея Краєвського.

### Зміна поколінь
У 70-х роках дебютувала нова генерація художників-графіків, серед яких найбільшим визнанням тішилися Анджей Понговський, Рафал Ольбінський, Стасис Ейдрігевічюс, Ян Яромір Алексюн, Еугеніуш Гет-Станкевич, Ян Савка, Лех Маєвський, Мечислав Гуровський, Гжегож Маршалек, Роман Каларус, Еугеніуш Скорвідер, Лекс Древінський, Владислав Плюта i Andrzej Klimowski[джерело?].
Серед сучасних художників продовжувачами традицій польської школи плакату вважаються Пйотр Млодоженєц, Себастіан Кубіца, Ришард Кая, Міхал Сітек, Моніка Старовіч, Яцек Цьвікла, Стефан Лехвар, Міхал Батори, Ришард Кайзер, Лешек Жебровський, Мірослав Адамчик.

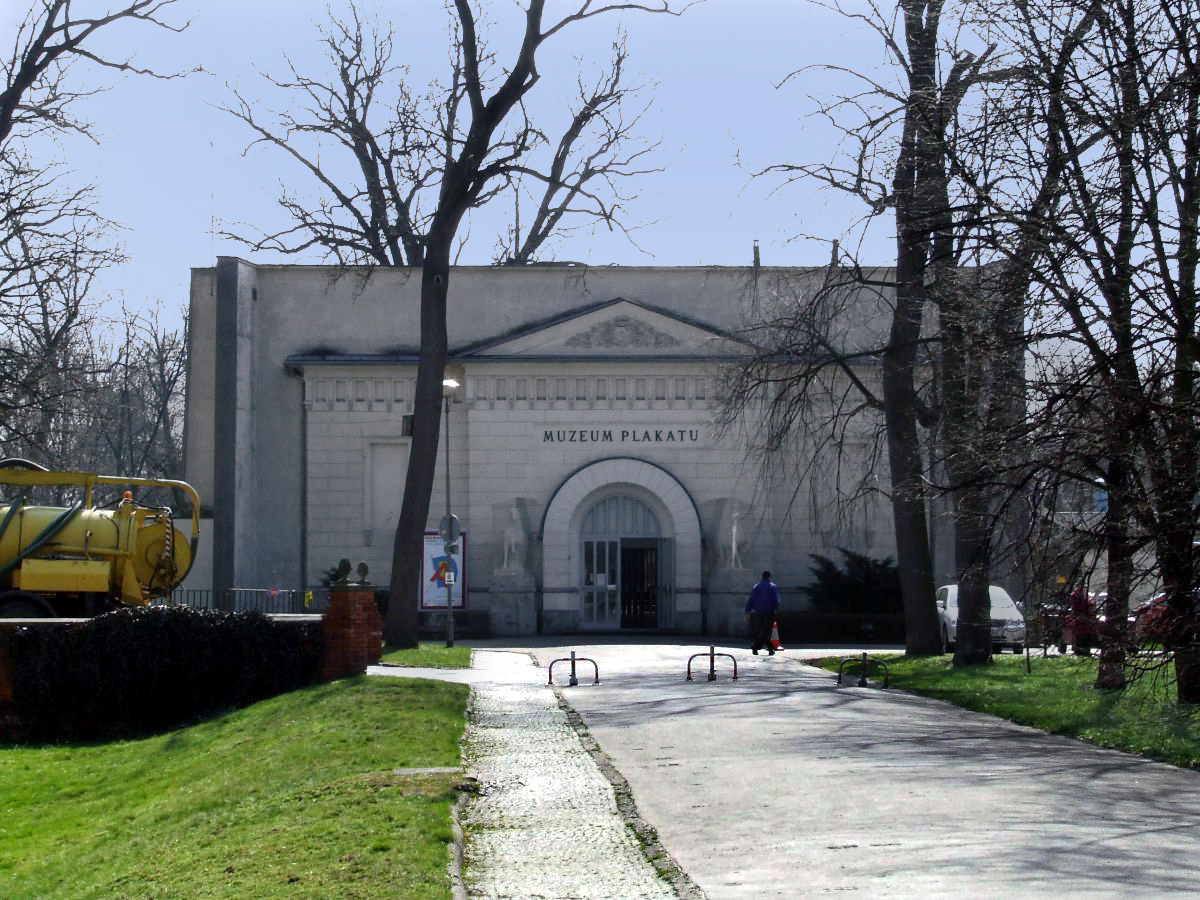
Варшавський Музей плакату у Вілянуві містить постійну експозицію робіт польської школи плакату.